# José Domingo Ulloa Mendieta
José Domingo Ulloa Mendieta, O.S.A. (Chitré, 24 de dezembro de 1956), é o arcebispo metropolitano católico romano do Panamá.

## Biografia
Dom José nasceu em Chitré, Província de Herrera, Panamá, sendo o terceiro dos três filhos do casamento de Dagoberto Ulloa e Clodomira Mendieta. Foi ordenado sacerdote em 17 de dezembro de 1983 pelo então bispo de Chitré, Dom José María Carrizo Villarreal, na Catedral Diocesana de São João Batista. Ingressou na Ordem de Santo Agostinho em 1987, emitindo os votos solenes em 28 de agosto de 1991.
Concluiu os estudos eclesiásticos de Filosofia na Universidade Santa María la Antigua e de Teologia no Seminário Maior de São José do Panamá. Obteve a licenciatura em Teologia Espiritual pela Universidade Pontifícia Comillas, Madri, Espanha, em 1990, a licenciatura em Teologia da Vida Religiosa pela Pontifícia Universidade de Salamanca, Espanha em 2000, e a licenciatura em Direito Canônico pela Universidade Comillas, 2002.
Em 26 de fevereiro de 2004, o Papa João Paulo II nomeou-o bispo titular de Naratcata e auxiliar da Arquidiocese do Panamá. Sua consagração episcopal aconteceu na Catedral Metropolitana, em 17 de abril de 2004, sob a presidência do arcebispo metropolita Dom José Dimas Cedeño Delgado, auxiliado por Dom Giacomo Guido Ottonello, então núncio apostólico no Panamá, e por Dom Oscar Mario Brown Jiménez, então bispo de Santiago de Veraguas.
Em 18 de fevereiro de 2010, o Papa Bento XVI nomeou-o arcebispo metropolita do Panamá em substituição a Dom José Dimas, cuja renúncia ao governo pastoral fora aceita por ele ter atingido o limite etário (75 anos). Sua posse ocorreu em 17 de abril seguinte.

### Contra a pena de morte
De acordo com um artigo online da Agência Católica de Notícias datado de segunda-feira, 26 de setembro de 2011: “Recentemente, ele denunciou uma proposta de legalização da pena de morte no país.“ Não podemos neutralizar a violência com violência. Existem outros meios ”, disse o arcebispo, segundo a agência de notícias AFP.
O deputado Marco González, do então partido situacionista no Panamá, anunciou anteriormente uma proposta para legalizar a pena de morte no país. Ele afirmou que isso acabaria com a violência generalizada na região.
Gonzalez disse que planeja levar adiante sua proposta nas próximas semanas e está pedindo aos legisladores que debatam a medida.
Seu anúncio foi feito após a descoberta de cinco panamenhos de origem chinesa que foram encontrados enterrados juntos em uma vala comum. A polícia suspeita que eles foram assassinados por um homem da República Dominicana.
Em vez disso, o arcebispo Ulloa pediu sentenças de prisão mais duras e rigorosas e pediu ao governo que "esclareça sua política de segurança". 